# Gøril Snorroeggen
Gøril Snorroeggen (Trondheim, 15 febbraio 1985) è un'ex pallamanista norvegese.
Con la maglia della nazionale norvegese ha vinto l'oro olimpico ai Giochi di Pechino 2008 e ai Giochi di Londra 2012.

## Palmarès

### Nazionale
- Oro olimpico: 2

Pechino 2008, Londra 2012
- Campionato mondiale

 Oro: Brasile 2011
 Argento: Francia 2007
- Campionato europeo

 Oro: Ungheria 2004
 Oro: Svezia 2006

### Individuale
- Miglior centrale del campionato danese: 1

2011-2012